# Ischnothyreus indressus
Ischnothyreus indressus är en spindelart som beskrevs av Arthur M. Chickering 1968. Ischnothyreus indressus ingår i släktet Ischnothyreus och familjen dansspindlar. Inga underarter finns listade i Catalogue of Life.